# Albert Einstein
Albert Einstein [álbert ájnštajn] (), nemški fizik in matematik, * 14. marec 1879, Ulm, Württemberg, Nemčija, † 18. april 1955, Princeton, New Jersey, ZDA.

## Mladost
Einstein je bil sin judovskih priseljencev. Njegov oče Herman Einstein je bil trgovec, mati Paulina Einstein, rojena Koch, je bila hči premožnejšega trgovca z žitom. Njegov oče je za kratko obdobje odprl majhno trgovino z elektrotehniškimi potrebščinami (njegov stric je prodajal dinamo). Starša sta se poročila v Stutgart-Bad Cannstattu. Rojstna hiša na Bahnhofstraße blizu železniške postaje in celotna soseščina je bila uničena leta 1944 med zavezniškim bombardiranjem. Tam je danes majhen spomenik.
Hodil je v katoliško osnovno šolo. Na materino vztrajanje se je učil igrati violino. 
Pri petih letih mu je oče pokazal žepni kompas in Einstein je odkril, da je nekaj v »praznem« prostoru delovalo na iglo. To izkušnjo je kasneje opisal kot največje razodetje v svojem življenju. Čeprav je gradil modele in mehanske naprave, so imeli njegovo učenje za počasno, verjetno zaradi disleksije, preproste plahosti ali morda zaradi redke in nenavadne zgradbe njegovih možganov, (ki so jih preučili po njegovi smrti). Kasneje je svoji počasnosti pripisoval razvoj teorije relativnosti in dejal, da je razmišljal o prostoru in času kasneje kot večina otrok in zaradi tega uporabil bolj razvit razum. Druga, novejša teorija o njegovem miselnem razvoju pojasnjuje, da je bolehal za Aspergerjevim sindromom, bolezenskim stanjem, povezanim z avtizmom.
Einstein se je začel učiti matematike pri približno dvanajstih letih. Obstajale so ponavljajoče govorice, da je kasneje padel iz matematike, kar pa ni res. Do tega je prišlo le zaradi poznejših sprememb v ocenjevanju. Dva njegova strica sta v poznem otroštvu in zgodnji mladosti vzpodbujala njegova umstvena zanimanja in mu predlagala in priskrbela knjige o znanosti in matematiki.
Leta 1884 se je družina preselila v Zendling in leta 1889 je začel obiskovati Luitpoldovo gimnazijo v Münchnu. Šolo je že od vsega začetka občutil kot nasilje. O njegovih otroških težavah in neuspehih v srednji šoli je veliko poročil, ki pa jih kaže jemati z zadržkom. Res je začel govoriti pozno in je do 7 leta povedano tiho ponavljal, vendar se je od vsega začetka izražal v stavkih. V srednji šoli mu ni šlo slabo, bil pa je samosvoj, saj se je učil predvsem tisto, kar ga je zanimalo. Zelo dober je bil v matematiki in naravoslovju in dober v latinščini. Sodobni tuji jeziki in posebno grščina pa so mu povzročali težave. K temu je treba dodati, da so bile šole tedaj drugačne kot danes. Res je, da mu je profesor grščine rekel, da iz njega nikoli nič ne bo, sicer pa Einstein ni veljal za slabega dijaka. Učitelji se niso niti približno zavedali njegovih zmožnosti, vendar so te prišle na dan kasneje. Podobni primeri niso tako redki.
Leta 1894 se je družina zaradi slabega poslovanja očetove elektrotehniške trgovine preselila v Pavio pri Milanu, kjer se je pozneje očetu obrnilo še na slabše. Einstein je ostal v Münchnu, kjer je živel v malem podnajemniškem stanovanju, da bi končal zadnji letnik gimnazije in maturiral. Počutil se je tako osamljenega, da si je po neki neprijazni pripombi profesorja pridobil zdravniško spričevalo, izstopil in zapustil šolo. Še pred koncem šolskega leta je odpotoval, ne da bi maturiral, k staršema v Pavio in se odpovedal nemškemu državljanstvu. Nek življenjepisec je pripomnil, da je to storil v zadnjem hipu. Če bi namreč počakal še kak mesec, se zaradi vojaščine ne bi mogel izseliti zakonito.
Na Švicarski državni tehniški visoki šoli (ETH) v Zürichu je leta 1895 opravljal sprejemni izpit. Leta 1896 so mu svetovali naj se vpiše v zadnji letnik srednje šole. Maturiral je na kantonski srednji šoli v Aarau. Švicarske šole so bile znatno manj toge kot nemške in so bolj upoštevale posebnost učencev. Leta v Aarau se je spominjal kot enega izmed svojih najprijetnejših obdobij. Brez sprejemnega izpita se je vpisal na pedagoško smer Politehnike ETH, kjer je začel študirati matematiko in fiziko.
Leta 1898 je spoznal srbsko sošolko in prijateljico Nikole Tesle Milevo Marić. Pri študiju mu je bil v veliko oporo Marcel Grossmann, ki mu je posojal svoje vestne zapiske iz predavanj in prepoznal njegovo nadarjenost. Pri učiteljih je Einstein veljal za povprečnega in nedelavnega, vendar je samostojno in zavzeto študiral tisto, kar ga je zanimalo. Med študijem se je zbližal z Marićevo. Leta 1900 je diplomiral, leto kasneje pa je prejel švicarsko državljanstvo. V nekem bančnem predalu v Berkeleyju je eden izmed izdajateljev Zbranih del Alberta Einsteina, ki so začela izhajati leta 1987, po pravem detektivskem podvigu našel 500 dotlej neznanih pisem. Na podlagi teh pisem je bilo mogoče dobiti o mladem Einsteinu precej bolj zaokroženo sliko. Pisma so odkrila, da je imel z Marićevo januarja 1902 nezakonsko hčerko Lieserl, za katero se je izgubila vsaka sled. Ali je zgodaj umrla, ali je odrasla pri Milevinih sorodnikih, ali pa sta jo starša dala v posvojitev.

## Začetek
V prvi objavi »čudežnega« leta 1905 je Einstein postavil domnevo, da je svetloba sestavljena iz majhnih delcev, svetlobnih kvantov - čeprav je takrat vladala splošna enotnost glede valovne narave svetlobe. Takrat je fizik Maxwell  predvideval, da svetloba potuje po snovi eter. V svoji drugi objavi je Einstein razložil Brownovo gibanje kot statistično gibanje delcev, namreč molekul, katerih obstoja v tistem času še niso zagotovo potrdili. V tretjem delu je Einstein skoraj v popolnosti razvil posebno teorijo relativnosti. V dodatku je proti koncu leta 1905 sledila tudi enačba E = mc². Einsteinovega dosežka ne zmanjša dejstvo, da so bile številne enačbe teorije relativnosti znane že pred njegovimi objavami. Kajti šele Einsteinove fizikalne razlage so dale količinam in zvezam med njimi smisel. V objavah iz leta 1905 se kažejo nekatere značilnosti Einsteinovega znanstvenega dela: pogledal je v ozadje na videz zanesljivih in splošno uveljavljenih predpostavk in zbral dovolj poguma, da je ovrgel običajne poglede ter jih nadomestil z novimi presenetljivimi razlagami. Pri tem je izhajal iz maloštevilnih eksperimentalnih rezultatov in brez predsodkov delal brezkompromisne logične zaključke. Njegov miselni tok lahko pogosto prikažemo na nekaj straneh z relativno majhno matematično zahtevnostjo. Nato je leta 1915 odkril in leta 1916 objavil splošno teorijo relativnosti ter vpeljal kozmološko konstanto. Leta 1917 pa je razvil teorijo, da je prostor-čas ukrivljen, kar so uspeli dokazati le dve leti po objavi teorije.
Edwin Hubble je leta 1929 odkril, da se Vesolje širi, in tako dokazal, da je bila Einsteinova kozmološka konstanta napačna. Druga Einsteinova zmota pa je bila, da je s pomagačema v trojici EPR poskušal dokazati, da kvantna mehanika ni nekaj glavnega v fiziki in da prevladuje zdravi razum, ne pa prepletanje delcev, interferenca itd. Pozneje je moral priznati kvantno mehaniko kot nekaj vodilnega v fiziki, ker se je ujemala s teorijo relativnosti.

## Priznanja
- Nobelova nagrada za fiziko (1921)

- Copleyjeva medalja (1925)

- Matteuccijeva medalja (1921)

- Zlata medalja Kraljevskega astronomskega društva (1926)

- Max Planckova medalja (1929)

- Barnardova medalja za zaslužno znanost (1920)

- Franklinova medalja (1935)

### Poimenovanja
Po njem se imenuje:
- asteroid glavnega pasu 2001 Einstein.
- kemijski element ajnštajnij